# وزارة الإدماج الاقتصادي والمقاولة الصغرى والتشغيل والكفاءات (المغرب)
وزارة الإدماج الاقتصادي والمقاولة الصغرى والشغل والكفاءات هي وزارة في المغرب، مُكلفة بإعداد وتطبيق سياسة الحُكومة المغربية في مجالات الشغل، والمساهمة في تطوير سوق الشغل بالمغرب.

## مؤسسات تابعة للوزارة
- الوكالة الوطنية لإنعاش التشغيل والكفاءات